# Cave Johnson (Portal)
Cave Johnson es un personaje ficticio que aparece en el videojuego Portal 2. Creado por Erik Wolpaw, interpretado por el actor estadounidense J. K. Simmons y con la apariencia física de Bill Fletcher.
Aunque su nombre aparece como usuario de un ordenador en el primer Portal, es en Portal 2 donde por primera vez tiene un papel importante, sirviendo como guía para el jugador, que controla a Chell, mediante mensajes grabados años antes de los acontecimientos ocurridos durante el juego, mientras esta explora una parte abandonada de las instalaciones de Aperture Science.

## Concepto y creación
Cave Johnson fue creado por el guionista Erik Wolpaw y lo interpreta el actor JK Simmons. Su apariencia física se basa en Bill Fletcher, animador de Valve. En Portal 2 se le describe como un "excéntrico millonario muerto" y "extrovertido, entusiasta y de opiniones fuertes." Fue el fundador y presidente de Aperture Science. También fue un "visionario de la cortina de ducha".
En un principio iba a ser el protagonista de Portal 2, los jugadores le controlaban mientras estaba atrapado dentro de un ordenador. Sin embargo, la idea fue desechada. Más tarde se consideró usarlo como el principal antagonista, pero también se rechazó esta idea. Esto se sabe por algunas frases del personaje que se filtraron durante el desarrollo del juego.
Desde el primer Portal, los guionistas de Valve ya le veían como "un tipo sureño y empresario" que contrastaría con la antiséptica y políticamente correcta naturaleza de Aperture Science. Aunque la idea del personaje cambió varias veces durante el desarrollo del juego, la elección de J.K. Simmons ayudó a definir el personaje. Durante Portal 2 aparecen varias fotos de Cave Johnson. Aunque Valve inició un proceso de casting para encontrar a alguien como imagen del personaje, acabaron usando a su animador jefe, Bill Fletcher.
Aunque se ha comparado en varias ocasiones a Cave Johnson con Andrew Ryan, uno de los antagonistas del videojuego Bioshock, Wolpaw asegura que no se basaron en este para crear a C. Johnson.

## Apariciones
En uno de los escondites de Doug Rattman en Portal sale unas fotos de Cave Johnnson con un Cubo de compañía tapándole su cabeza.
En Portal 2 Cave Johnnson aparece en fotos y mensajes pregrabados
- Datos: Q4992177